# Sable Offshore Energy Project
O Sable Offshore Energy Project é uma grande operação comercial de extração de gás natural no Atlântico Nordeste, em águas canadianas nas imediações da Ilha Sable. 
O gás natural é extraído por diveras plataformas de exploração, nalguns casos de profundidades que atingem os 5000 m, de bolsas existentes na plataforma continental e, depois de colectado numa estação central, enviado por um gasoduto submarino até à Nova Escócia, onde é processado e leiquefeito.